# 庫普里亞尼夫卡 (扎波羅熱州)
47°52′18″N 35°28′12″E / 47.87167°N 35.47000°E

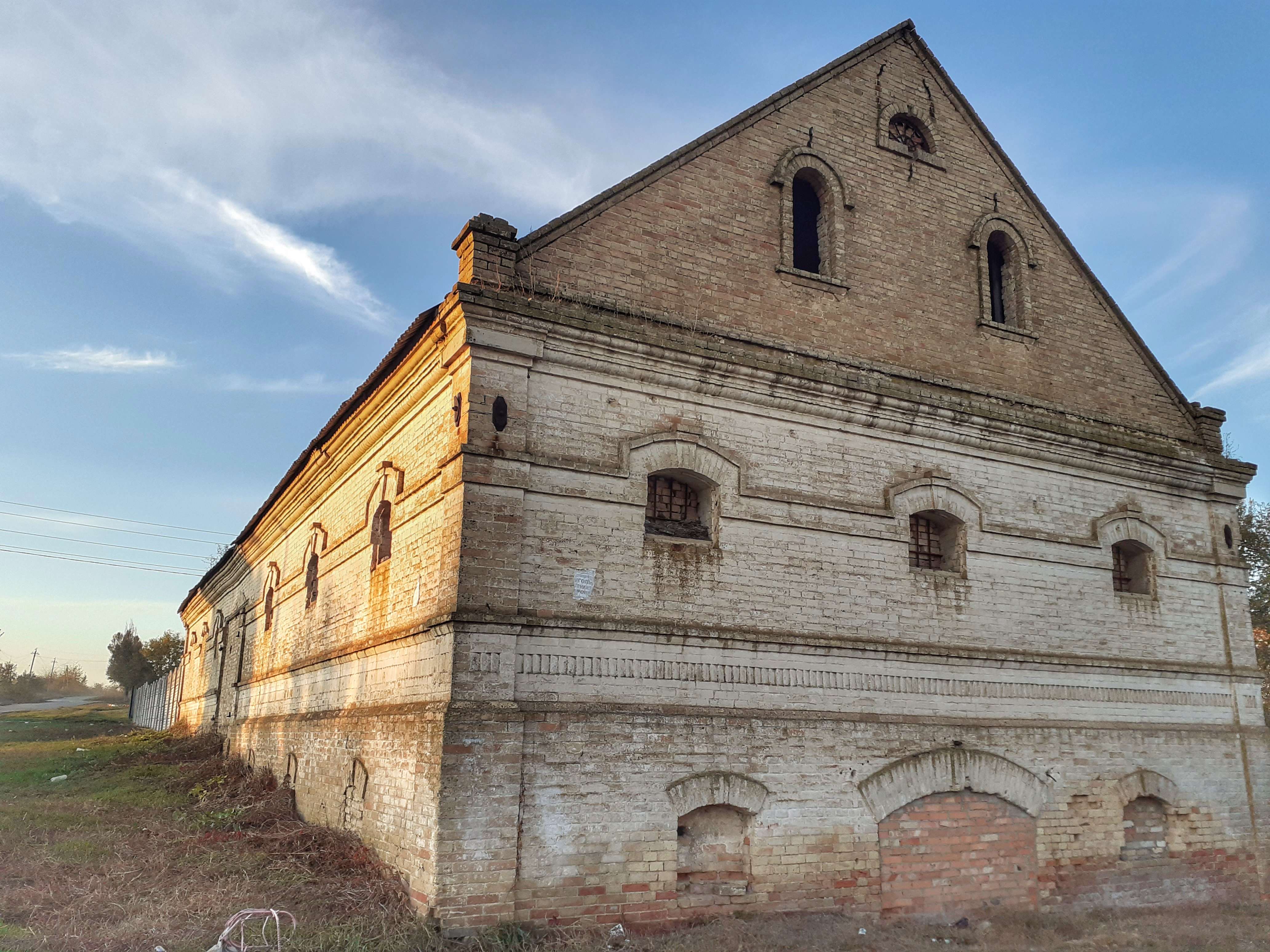
村内建筑

庫普里亞尼夫卡（烏克蘭語：Купріянівка）是位於烏克蘭東南部的村莊，由扎波羅熱州扎波羅熱区的馬特維伊夫卡市鎮負責管轄。該村處於莫克拉莫斯科夫卡河畔，始建於1844年，面積2.16平方公里，2001年人口468。